# Glenea nigroscutellaris
Glenea nigroscutellaris é uma espécie de escaravelho da família Cerambycidae. Foi descrita por Stephan von Breuning em 1973.